# Michael Rodach
Michael Rodach (* 1957) ist ein deutscher Gitarrist und Komponist.

## Leben und Wirken
Rodach wurde als Jugendlicher durch einen Fernsehauftritt des Mahavishnu Orchestra nachhaltig beeinflusst. Er studierte klassische Musik an der Hochschule für Musik Karlsruhe bei Mario Sicca und zudem Jazz am Berklee College of Music in Boston. Als Gitarrist arbeitete er in den 1980er Jahren zunächst in Berlin bei Friedemann Graef und Herwig Mitteregger; dann gehörte er zu der Berliner Fusionband Die Elefanten, mit der er mehrere Alben (teils produziert von Teo Macero) vorlegte, um dann sieben Jahre mit Xiame auf Tournee zu sein. Weiterhin war er an Studio- und Liveproduktionen mit so unterschiedlichen Künstlern wie Bob Moses, David Moss, Lotti Huber, Tiger Okoshi, Kevin Coyne, Paulo Moura, Geschwister Pfister, Georgette Dee, Perry Robinson und Paul Brody sowie in Robert Wilsons Inszenierung von Ein Wintermärchen am Berliner Ensemble beteiligt. Er ist auch auf Alben von Gebhard Ullmann oder Kookoon zu hören.
Seit mehr als zwanzig Jahren verfasste er Kompositionen vor allem für Tanztheater, Film (u. a. Rendezvous von Alexander Schüler) und Hörspiel. Dabei kam es zur Zusammenarbeit mit Filmschaffenden und Choreographen wie Dieter Heitkamp, Claudia Feest, Gayle Tufts, Martha Mason, Helge Musial, Calvan Cole, Roberto Galvan, Lutz Gregor, Helga Reidemeister, Ulla Kösterke, Ulrike Brinkmann und Jürgen Zielinski.

## Hörspiele (Auswahl)
- 1996 Gebrüder Grimm: Spiegelmond (Deutschlandradio)
- 1997 Katrin Lange: Das Mädchen Kiesel und der Hund (Deutschlandradio)
- 1997 Susanne Krahe: Symbiose (Deutschlandradio)
- 1997 Feridun Zaimoglu: Kanak Sprak – Mißtöne vom Rande der Gesellschaft (Deutschlandradio / Süddeutscher Rundfunk)
- 1998 Diane Samuels: Kindertransport (Norddeutscher Rundfunk)
- 1999 Ingomar von Kieseritzky, Beate Ziegs: Limelight (Deutschlandradio / Norddeutscher Rundfunk)
- 2002 Frederike Frei: Unsterblich (Deutschlandradio)
- 2003  Andreas Weiser, Michael Rodach: Faceless Voices (Westdeutscher Rundfunk)
- 2006 Regine Ahrem, Michael Rodach: Hofmanns Elixier oder: Die Welt ist perfekt (Rundfunk Berlin-Brandenburg)
- 2007 Daphne du Maurier: Wenn die Gondeln Trauer tragen (Rundfunk Berlin-Brandenburg)
- 2007 Christina Schlemmer, Johannes Schrettle, Roman Senkl, Gerhild Steinbuch, Marianne Strauhs, Regine Ahrem: Das Todsündenprojekt (Rundfunk Berlin-Brandenburg / uniT (= Verein für Kultur an der Karl-Franzens-Universität Graz))
- 2008 Guus Kuijer: Ein himmlischer Platz (Deutschlandradio)
- 2008  Andreas Weiser, Michael Rodach: Vom Versuch, die Götter milde zu stimmen (Westdeutscher Rundfunk)
- 2008 Christian von Ditfurth: Schatten des Wahns (1. Teil) (Deutschlandradio)
- 2008 Christian von Ditfurth: Schatten des Wahns (2. Teil) (Deutschlandradio)
- 2008 Maraike Wittbrodt: Glücksbrief (Deutschlandradio)
- 2009 Wolfgang Zander: Unschuld (Deutschlandradio)
- 2009 Wolfgang Zander: Kaltfront (Rundfunk Berlin-Brandenburg)
- 2010 Christian von Ditfurth: Lüge eines Lebens (1. Teil) (Deutschlandradio)
- 2010 Christian von Ditfurth: Lüge eines Lebens (2. Teil) (Deutschlandradio)
- 2010 Maraike Wittbrodt: Charlys Kaktus (Deutschlandradio)
- 2011 Marianne Zückler: Die Läuferin (Rundfunk Berlin-Brandenburg / Norddeutscher Rundfunk)
- 2011 John von Düffel: Wer sich umdreht oder lacht ... (Radio Bremen)
- 2012 Thilo Reffert: Commander Jannis (Deutschlandradio)
- 2012 Davide Carnevali: Sweet Home Europa (Deutschlandradio)
- 2012 Thomas Fritz: Elf Wochen und ein Tag (Deutschlandradio)
- 2013 Jack Kerouac: Neal und Jack oder: You're on the Road to Heaven (Rundfunk Berlin-Brandenburg)
- 2013 Aravind Adiga: Der weiße Tiger (Deutschlandradio / Norddeutscher Rundfunk)
- 2013 Steffen Thiemann: Der Sandmann im Ohr (Norddeutscher Rundfunk)
- 2013 Anne Krüger: Hirnströms Welt (Hessischer Rundfunk)
- 2ß13 Dirk Josczok: Kommissar Magnus (3. Folge: Niemandskind) (Deutschlandradio)
- 2013 Francis Iles: Verdacht (Rundfunk Berlin-Brandenburg)
- 2014 Dirk Josczok: Kommissar Magnus (4. Folge: Menschlos) (Deutschlandradio)
- 2015 Ethel Lina White: Die Wendeltreppe (Rundfunk Berlin-Brandenburg)
- 2015 Else Lasker-Schüler: Mein Herz (Rundfunk Berlin-Brandenburg)
- 2015 Christoph Prochnow: Van Goghs Schweigen (Deutschlandradio)
- 2015 Dirk Josczok: Kommissar Magnus (5. Folge: Verräter) (Deutschlandradio)
- 2016 Aldous Huxley: Schöne neue Welt (1. Teil) (Rundfunk Berlin-Brandenburg)
- 2017 Thilo Reffert: Mr. Handicap (Deutschlandradio)
- 2017 Dirk Josczok: Kommissar Magnus (6. Folge: Mündig) (Deutschlandradio)
- 2017 Thomas Fritz: Hausbesuch (Deutschlandradio)
- 2017 Maraike Wittbrodt: Emily will klettern (Deutschlandradio)
- 2018 Dirk Josczok: Kommissar Magnus (7. Folge: Schwarzblut) (Deutschlandradio)
- 2018 Marie Adelaide Belloc Lowndes: Der Mieter (Rundfunk Berlin-Brandenburg)
- 2018 Pierre Boileau, Thomas Narcejac: Vertigo – Aus dem Reich der Toten (Rundfunk Berlin-Brandenburg)
- 2018 Thomas Fritz: Die Gottesanbeterin (Deutschlandradio)
- 2019 Thilo Reffert: Der Fußballgott (Deutschlandradio)
- 2020 Milena Baisch: Bis zum Delfin (Deutschlandradio)
- 2021 Thilo Reffert: Herr der Lügen (Deutschlandradio)
- 2021 Rusalka Reh: Mini ist weg (Deutschlandradio)
- 2022 Nina Weger: Als mein Bruder ein Wal wurde (Deutschlandradio)
- 2022 Hartmut El Kurdi: Ohja Troja (Deutschlandradio)
- 2023 Nina Weger: Helden wie Opa und ich (Deutschlandradio)

## Diskographische Hinweise
- Degas, Weiser, Rodach Xiame (veraBra Records 1990)
- Rodach Music for Fish (Traumton Records 1995)
- Rodach Haus am Meer (Traumton Records 1997)
- David Moss & Michael Rodach Fragmentary Blues (Traumton Records 1999)
- Rodach Himmel und Hölle (Traumton Records 2000)
- Rodach On Air (Traumton Records 2002)
- Rodach Seltsam erscheint unsere Lage (Traumton Records 2009)
- Bern, Brody & Rodach Triophilia (Jazzwerkstatt 2010)
- Rodach, Schlothauer, Weiser Fuzzylogics (Timescraper Records 2014)
- Rodach Die Zeit ist rund (Traumton Records 2017)